# Амме
А́мме (эст. Amme jõgi) — река в Эстонии.
Река берёт начало из озера Куремаа, а впадает в более крупную реку — Эмайыги. Длина реки 59 километров, площадь бассейна 501 км².
В реке обитает достаточно много видов рыб. Некоторые из них: щука, обыкновенный угорь, быстрянка, плотва, голавль, налим, окунь, ёрш.